# Metal Health
Metal Health ist das 1983 veröffentlichte dritte Studioalbum der US-amerikanischen Heavy-Metal-Band Quiet Riot. Der Titel ist eine Anspielung auf den englischsprachigen Begriff „Mental Health“ (deutsch: „mentale Gesundheit“; besser: „psychische Verfassung“), was auch durch die Gestaltung des Albumcovers verdeutlicht wird, das einen Mann in Zwangsjacke und mit einer metallenen Gesichtsmaske zeigt; die Zwangsjacke ist mit Buttons versehen, die die Gesichter der vier Mitglieder von Quiet Riot zeigen.

## Hintergrund
Quiet Riot wurde 1976 von dem Gitarristen Randy Rhoads ins Leben gerufen. Gemeinsam mit Sänger Kevin DuBrow, dem Bassisten Kelli Garni und dem Schlagzeuger Drew Forsyth nahmen sie 1978 bzw. 1979 die beiden Alben Quiet Riot und Quiet Riot II auf, die jedoch nur in Japan veröffentlicht wurden und kommerziell erfolglos blieben. Die Gruppe löste sich 1979 auf, als Rhoads das Angebot annahm, Gitarrist in der Band von Ozzy Osbourne zu werden.
DuBrow startete daraufhin mit dem Bassisten Chuck Wright, Schlagzeuger Frankie Banali und dem Gitarristen Carlos Cavazo das Projekt „Dubrow“, das Wright jedoch noch während der Aufnahmen zum Debütalbum verließ. Rudy Sarzo, der nach Rhoads’ tragischem Tod von Ozzy Osbournes Band zu „Dubrow“ stieß, ersetzte ihn, und die Gruppe änderte ihren Namen in Quiet Riot.
Metal Health erschien am 1. Februar 1983 (im Juli 2018 als Remastered/HighResAudio - 24/192) und enthält zehn Lieder, wobei die Ballade Thunderbird dem verstorbenen Rhoads gewidmet wurde. Als Single wurde die Coverversion des von Noddy Holder und Jim Lea geschriebenen Slade-Hits Cum on Feel the Noize ausgekoppelt, die bis auf Platz 5 der US-Single-Charts kletterte (die Originalversion hatte 1973 in den USA lediglich Platz 98 erreichen können). In der Folge gelang der Band eine Sensation: Metal Health gilt als das erste Heavy-Metal-Album, das Platz eins der US-amerikanischen Albumcharts erreichte. Quiet Riot wurden fortan als die amerikanische Antwort auf Slade gehandelt.

## Titelliste
1. Metal Health (Banali, Cavazo, DuBrow) – 5:17
2. Cum on Feel the Noize (Holder, Lea) – 4:50
3. Don’t Wanna Let You Go (Cavazo, DuBrow) – 4:42
4. Slick Black Cadillac (DuBrow) – 4:12
5. Love’s a Bitch (DuBrow) – 4:13
6. Breathless (Cavazo, DuBrow) – 3:51
7. Run for Cover (Cavazo, DuBrow) – 3:38
8. Battle Axe (Cavazo) – 1:38
9. Let’s Get Crazy (DuBrow) – 4:08
10. Thunderbird (DuBrow) – 4:42

## Rezeption
Eduardo Rivadavia von Allmusic schrieb über Metal Health, der „kometenhafte Erfolg des Albums“ müsse „die Band mehr überrascht haben als ihre Kritiker und neu gewonnenen Fans“. Das Album sei „nicht halb so durchschnittlich, wie manche es gerne hätten“. Der Titeltrack würde „auch heute noch nach all den Jahren seit dem Erscheinen des Albums funktionieren“. Obwohl es „ohne Frage die beste Arbeit der Band“ sei, habe Metal Health dennoch „nur den Status des One-Hit-Wonders, den es der Unfähigkeit der Band“ verdanke, auch nur „irgendetwas zu veröffentlichen, das als standesgemäßer Nachfolger“ gelten könne.

## Auszeichnungen für Musikverkäufe
Metal Health wurde erstmals am 12. September 1983 mit einer Goldenen Schallplatte ausgezeichnet, bereits einen Monat später mit Platin. Weitere Platin-Auszeichnungen folgten: Vierfach-Platin wurde am 24. November 1986 verliehen, Sechsfach-Platin am 23. Mai 1995. Die Single Cum on Feel the Noize wurde zudem am 12. Dezember 1983 mit einer Goldenen Single ausgezeichnet.
| Land/Region               | Auszeichnungen für Musikverkäufe (Land/Region, Auszeichnung, Verkäufe) | Verkäufe  |
| ------------------------- | ---------------------------------------------------------------------- | --------- |
| Kanada (MC)               | 3× Platin                                                              | 300.000   |
| Vereinigte Staaten (RIAA) | 6× Platin                                                              | 6.000.000 |
| Insgesamt                 | 9× Platin ·                                                            | 6.300.000 |